# Timrå (đô thị)
Đô thị Timrå (Timrå kommun) là một đô thị ở phía bắc Thụy Điển. Thị xã Timrå là thủ phủ của đô thị này.
Đô thị nông nghiệp Timrå đã được lập thành thị xã (köping) năm 1947. Đô thị hiện nay đã được lập năm 1971 khi Timrå được hợp nhất với Hässjö. Đô thị này nằm ở khu vực đồi và rừng. Ngành nghề truyền thống là lâm nghiệp.

## Các khu vực dân cư
- Bergeforsen
- Stavreviken
- Söråker
- Timrå (thủ phủ)